# Before the Music Dies
A Before the Music Dies (B4MD) egy 2006-ban bemutatott amerikai zenés dokumentumfilm.
A film megdöbbentően próbál valódi képet adni az amerikai zeneiparban jelenleg is folytatott elüzletiesedésről, több ismert zenész, zenekritikus és zenekedvelő megszólaltatásával.
Rendezője az austini Adam Shapter. A film írója Adam mellett a szintén austini Joel Rasmussen, egyben a film producere. 
2006. március 12-én mutatták be a South by Southwest film fesztiválon (Austin, Texas).
Szereplők többek közt, Bonnie Raitt, Elvis Costello, Les Paul, Erykah Badu, Branford Marsalis, Eric Clapton, Dave Matthews, Doyle Bramhall II, Norah Jean Broso, Hubert Sumlin, Susannah Melvoin és Wendy Melvoin.